# Huya
Huya (fl. XIV secolo a.C.) è stato un nobile egizio.
Fu maggiordomo della Grande Sposa Reale, la regina Tiy (XVIII dinastia)

## Biografia
Huya visse attorno al 1350 a.C.; fu "sovrintendente all'Harem reale", "sovrintendente al Tesoro" e "sovrintendente della Casa", tutti titoli che sono associati alla regina Tiy, madre di Akhenaton.
Si fece costruire una tomba nel cimitero settentrionale di Amarna. La sua tomba conteneva un grande numero di materiali relativi alla famiglia reale e al culto di Aton, incluso un Inno ad Aton.
Nella tomba si trova una statua incompiuta a grandezza naturale che lo raffigura e il profondo pozzo in cui fu rinvenuta la sua mummia.